# Kathrine Rolsted Harsem
Kathrine Rolsted Harsem (Oslo, 7 febbraio 1989) è una fondista norvegese.

## Biografia
Ha esordito in Coppa del Mondo il 14 marzo 2010 a Oslo (52ª) e ai Campionati mondiali a Lahti 2017, dove si è classificata 13ª nella sprint. Ha ottenuto il primo podio in Coppa del Mondo il 20 gennaio 2018 a Planica (2ª); ai XXIII Giochi olimpici invernali di Pyeongchang 2018, sua prima presenza olimpica, si è classificata 18ª nella sprint.

## Palmarès

### Coppa del Mondo
- Miglior piazzamento in classifica generale: 13ª nel 2017
- 1 podio (individuale)
  - 1 secondo posto